# 크랭크핀

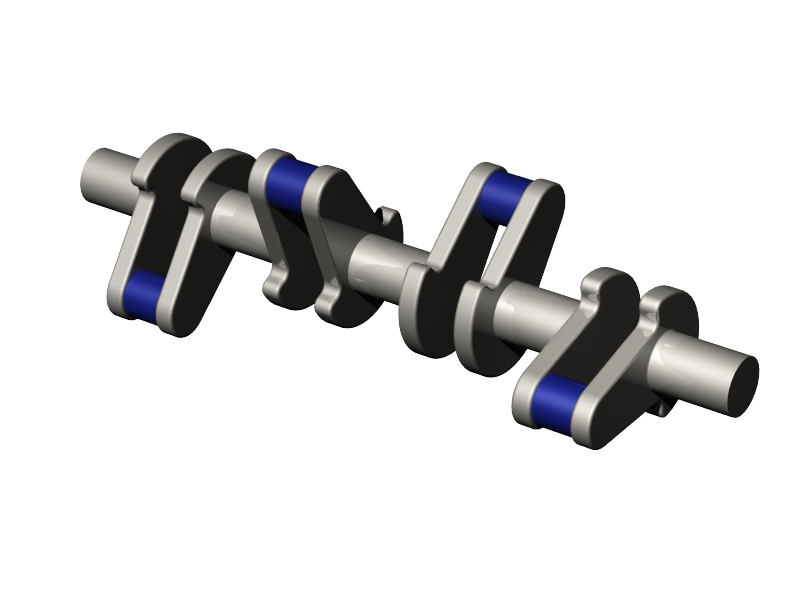

왕복 기관에서 크랭크 저널이라고도 알려진 크랭크핀(crankpin)은 피스톤에 대항하는 연결봉의 끝부분에서 큰 끝부분 베어링 저널이다. 엔진의 크랭크 축이 있는 경우, 크랭크 핀이 크랭크 축의 중심을 벗어난 베어링 저널이다. 빔 엔진에서, 하나의 크랭크 핀은 플라이휠에 장착된다. 증기 기관차에서, 크랭크 핀은  종종 구동 바퀴에 직접 장착된다.

## 같이 보기
- 연결봉
- 크랭크 축